# Oak Lawn (Illinois)
Oak Lawn es una villa ubicada en el condado de Cook en el estado estadounidense de Illinois. En el Censo de 2020 tenía una población de 58,362 habitantes y una densidad poblacional de 2.546,91 personas por km².

## Geografía
Oak Lawn se encuentra ubicada en las coordenadas 41°42′48″N 87°45′9″O / 41.71333, -87.75250. Según la Oficina del Censo de los Estados Unidos, Oak Lawn tiene una superficie total de 22.26 km², de la cual 22.26 km² corresponden a tierra firme y (0%) 0 km² es agua.

## Demografía
Según el censo de 2010, había 56690 personas residiendo en Oak Lawn. La densidad de población era de 2.546,91 hab./km². De los 56690 habitantes, Oak Lawn estaba compuesto por el 85.16% blancos, el 5.2% eran afroamericanos, el 0.25% eran amerindios, el 2.18% eran asiáticos, el 0.03% eran isleños del Pacífico, el 5.31% eran de otras razas y el 1.88% pertenecían a dos o más razas. Del total de la población el 14.3% eran hispanos o latinos de cualquier raza.